# NGC 5751
NGC 5751 est une galaxie spirale située dans la constellation du Bouvier. Sa vitesse par rapport au fond diffus cosmologique est de 3 379 ± 7 km/s, ce qui correspond à une distance de Hubble de 49,8 ± 3,5 Mpc (∼162 millions d'al). NGC 5751 a été découverte par l'astronome germano-britannique William Herschel en 1789.
La classe de luminosité de NGC 5751 est III-IV. De plus, c'est une galaxie du champ, c'est-à-dire qu'elle n'appartient pas à un amas ou un groupe et qu'elle est donc gravitationnellement isolée.
À ce jour, sept mesures non basées sur le décalage vers le rouge (redshift) donnent une distance de 47,557 ± 8,004 Mpc (∼155 millions d'al), ce qui est à l'intérieur des valeurs de la distance de Hubble.